# Entropia topologiczna
Entropia topologiczna – miara złożoności układu dynamicznego, będąca dodatnią liczbą z rozszerzonej osi liczb rzeczywistych. Intuicyjnie, opisuje ona tempo wykładniczego wzrostu złożoności opisu układu wraz ze wzrostem dokładności tego opisu.
Pierwotnie została zdefiniowana w 1965 przez Adlera, Konheima oraz McAndrew jako analogia dla entropii z teorii miary. Drugą, bardziej intuicyjną definicję podali Dinaburg oraz Bowen w latach 1970-1971. Obie definicje są sobie równoważne, jednak w praktyce definicja Bowena-Dinaburga jest znacznie łatwiejsza do obliczeń.

## Definicje
Topologiczny układ dynamiczny składa się z przestrzeni Hausdorffa {\displaystyle X} (zazwyczaj zakłada się jej zwartość) oraz ciągłego odwzorowania {\displaystyle f\colon X\to X}.

### Definicja Adlera, Konheima i McAndrew
Niech {\displaystyle X} będzie zwartą przestrzenią Hausdorffa. Dla dowolnego skończonego pokrycia otwartego {\displaystyle C} przestrzeni {\displaystyle X} niech {\displaystyle H(C)} oznacza logarytm (zazwyczaj o podstawie 2) z minimalnej liczby elementów {\displaystyle C}, które stanowią pokrycie {\displaystyle X}.
Dla dwóch skończonych pokryć otwartych {\displaystyle C} i {\displaystyle D} przez {\displaystyle C\wedge D} oznaczmy pokrycie {\displaystyle X} złożone z przecięć elementów tych pokryć. Analogicznie rozszerzamy tę notację na większą liczbę pokryć.
Dla dowolnego ciągłego odwzorowania {\displaystyle f\colon X\to X} istnieje granica:
{\displaystyle H(f,C)=\lim _{n\to \infty }{\frac {1}{n}}H(C\vee f^{-1}C\vee \ldots \vee f^{-n+1}C).}
Entropią topologiczną dla odwzorowania f określamy liczbę:
{\displaystyle h(f)=\sup _{C\in {\mathcal {C}}}H(f,C)}
Gdzie przez {\displaystyle {\mathcal {C}}} oznaczamy zbiór wszystkich skończonych pokryć {\displaystyle X}.

### Definicja Bowena-Dinaburga
Niech {\displaystyle f\colon X\to X} będzie odwzorowaniem ciągłym w zwartej przestrzeni metrycznej {\displaystyle (X,d)}.
Dla {\displaystyle n=1,2,...,} zdefiniujmy ciąg metryk {\displaystyle d_{n}^{f},} dany wzorem:
{\displaystyle d_{n}^{f}(x,y)=\max _{0\leq i\leq n-1}\{d(f^{i}(x),f^{i}(y))\}}
Dla dowolnego {\displaystyle \varepsilon >0} i {\displaystyle n\geq 1} dwa punkty w {\displaystyle (X,d_{n}^{f})} są w odległości nie większej niż {\displaystyle \varepsilon } wtedy i tylko wtedy, gdy ich pierwsze n iteracji nie oddala ich o więcej niż {\displaystyle \varepsilon .} Metryki te są równoważne {\displaystyle d} więc w szczególności {\displaystyle (X,d_{n}^{f})} są zwartymi przestrzeniami metrycznymi.
Mówimy, że podzbiór {\displaystyle E\subseteq X} przestrzeni metrycznej jest ε-oddzielony, gdy dowolne dwa jego punkty są w odległości co najmniej ε w metryce odziedziczonej z {\displaystyle X}. Niech {\displaystyle N(\varepsilon ,n)} będzie maksymalną mocą takiego zbioru dla {\displaystyle (X,d_{n}^{f})}. Ponieważ ta przestrzeń metryczna jest zwarta, gwarantuje to, że moc takiego zbioru jest liczbą skończoną.
Entropią topologiczną dla odwzorowania f określamy liczbę:
{\displaystyle h(f)=\lim _{\epsilon \to 0}\left(\limsup _{n\to \infty }{\frac {1}{n}}\log N(n,\epsilon )\right).}

#### Interpretacja
Granica ta zawsze istnieje w rozszerzonej osi liczb rzeczywistych, jednak może wynosić {\displaystyle +\infty }. Ze względu na użycie logarytmu h(f) mierzy szybkość wykładniczego wzrostu maksymalnej liczby orbit, których punkty będą oddalać się o co najmniej ε, gdy ε jest dowolnie mały. W tym sensie h(f) jest miarą złożoności układu dynamicznego i opisuje w toporny, ale sugestywny sposób całkowitą wykładniczą złożoność struktury orbity poprzez jedną tylko liczbę.